# 迷惑齿龙属
迷惑齿龙（属名：Apatodon）又译阿帕忒齿龙，是一属有效性存疑的恐龙。
当马什给它命名时，他认为它是一只中生代猪的带牙齿的下颌，但他很快就发现这个标本是一块被侵蚀的椎骨，可能属于一只来自科罗拉多州花园公园莫里逊组的恐龙。马什错误地将神经棘识别为一种类似猪的动物的牙齿。
唯一找到的标本被认为不足以识别一种特定的恐龙，但是乔治·奥利舍夫斯基认为迷惑齿龙是脆弱异特龙的次异名；然而，由于正模标本中的骨骼碎片已经丢失，这个问题现在已经无法解决。
属名来源于古希腊语单词απατη（意为“诡计”或“欺骗”）和οδους（属格是οδοντος，意为“牙齿”），指的是它最初不正确的识别）。 种名在拉丁语中意为“奇异的”。

## 引用
1. ↑  Marsh, 1877. "Notice of some new vertebrate fossils （页面存档备份，存于）". American Journal of Arts and Sciences. 14, 249-256.
2. ↑  Baur, G. 1890. "A review of the charges against the paleontological department of the U.S. Geological Survey and of the defense made by Prof. O.C. Marsh （页面存档备份，存于）". American Naturalist 24:288-204.
3. ↑  Olshevsky, 1991. "A revision of the parainfraclass Archosauria Cope, 1869, excluding the advanced Crocodylia （页面存档备份，存于）". Mesozoic Meanderings, 2: 196 pp.
4. ↑  .   [2020-08-23]. （原始内容存档于2021-05-18）.